# Carife
Carife est une commune de la province d'Avellino, dans la région Campanie, en Italie.

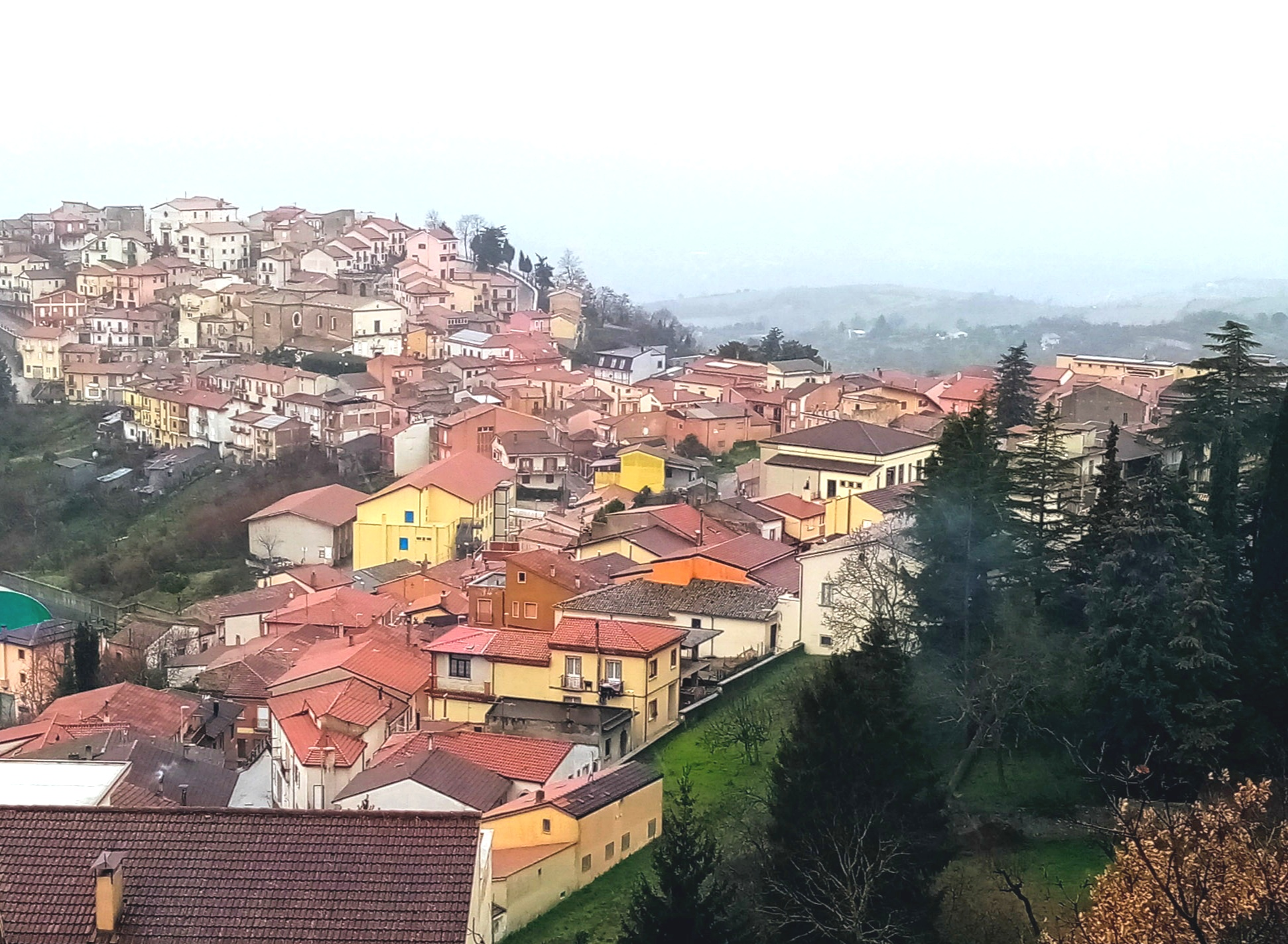
Une vue panoramique de Carife.

## Administration
| Période                                  | Période | Identité | Étiquette | Qualité |
| ---------------------------------------- | ------- | -------- | --------- | ------- |
|                                          |         |          |           |         |
| Les données manquantes sont à compléter. |         |          |           |         |

### Hameaux
Ariacchino,Ciaruolo, Piano Lagnetta,San Martino, Santo Leo,Serra Di Fusco.

### Communes limitrophes
Castel Baronia, Frigento, Guardia Lombardi, San Nicola Baronia, Sturno, Trevico, Vallata.